# Асламов, Ксенофонт Михайлович
Ксенофонт Михайлович Асламов (24 января (5 февраля) 1875, Забайкальская область — 23 августа 1938, Харбин) — генерал-майор, преподаватель военной тактики в Оренбургском казачьем юнкерском училище, георгиевский кавалер, заместитель председателя «Союза казаков на Дальнем Востоке».

## Биография

### Ранние годы. Служба
Родился 24 января (5 февраля) 1875 года в станице Копунской Забайкальского казачьего войска в семье казаков. Получил образование в Оренбургском казачьем юнкерском училище, которое окончил в 1902 году. В 1914 году стал выпускником Офицерской кавалерийской школы.
1 (13) января 1897 года вступил в службу вольноопределяющимся второго разряда. В 1897 году стал урядником, в 1902 — хорунжим, а в 1906 — сотником. Чин подъесаула получил в начале сентября 1910 года, а есаула — ровно через 4 года. Уже после двух революций, в декабре 1918 года, он стал войсковым старшиной, затем — полковником (1919) и генерал-майором (1919—1920).
Начал проходить службу во Втором Забайкальском казачьем полку, затем он обучался в Иркутском юнкерском (1900—1901) и в Оренбургском казачьем юнкерском училищах (1901—1902). После обучения служил в 1-м Аргунском казачьем полку Забайкальского казачьего войска, затем — во 2-м Забайкальском казачьем полку, где стал полковым адъютантом и казначеем (1906—1907). На начало сентября 1914 года он вновь числился в 1-м Аргунском полку.
В течение трёх лет, с 1 (14) октября 1907 по 1910 год, занимал пост начальника учебной команды. После этого обучался в Офицерской кавалерийской школе. В 1914 году он стал командиром сотни, а затем — младшим офицером и преподавателем тактики в родном Оренбургском казачьем училище (с июня 1915 по 1918 год).

### Революция и Гражданская война
В начальный период Гражданской войны был командиром юнкерского отряда, в декабре 1917 — январе 1918 года оборонявшего Оренбург. После этого, в мае 1918 года, он командовал повстанческим отрядом под Оренбургом, сумев при этом в середине месяца занять станицу Павловская.
Был назначен штаб-офицером для особых поручений при войсковом атамане Забайкальского казачьего войска в начале февраля 1919 года, а вскоре, в марте, он стал исполняющим обязанности генерал-квартирмейстера штаба отдельной Восточно-Сибирской армии. С середины мая он состоял помощником начальника управления Дальневосточного казачьего войска, после чего был в распоряжении войскового атамана.
Стал начальником войскового штаба Забайкальского казачьего войска 16 июня 1919 года, а в феврале 1920 года — генерал-квартирмейстером штаба главнокомандующего всеми вооруженными силами Российской восточной окраины. В июне 1920 года был избран войсковым кругом забайкальских казаков начальником штаба. 1 декабря 1920 года он оказался в Китае (Харбин) в эмиграции. Принял участие в Приамурском Земском соборе во Владивостоке в июле-августе 1922 года, после чего, в октябре, вернулся в Харбин.
Состоял членом харбинского Русского общественного комитета. С 1935 по 1938 года занимался частным трудом, будучи членом «Русского национального объединения борьбы за правду» генерала А. П. Бакшеева. Уже в 1930-е годы он стал членом правления «Союза казаков на Дальнем Востоке и бывших чинов Дальне-Восточной армии», располагавшегося в Маньчжурской империи — в этом союзе в марте 1935 года занял пост заместителя председателя. Кроме того до 1935 года Асламов был членом Харбинского отдела Русского общевоинского союза (РОВС) и состоял в Забайкальской казачьей станице имени атамана Семенова.
Тяжело заболев, скончался в августе 1938 года и был похоронен на Новом (Успенском) кладбище.

## Семья
- Жена — Евгения Гавриловна Седякина, дочь казака.
  - Дочь — Татьяна (в замужестве — Коснырева, род. 10.01.1895 — ум. в 1973 в городе Верхняя Пышма)[5]
  - Сын — Александр (род. 05.05.1906 — ум. в 1970 в Красноярском крае)
  - Дочь — Любовь (в замужестве — Бове; род. 27.06.1910 — ум. в 1979 в городе Петропавловске в Казахстане)
  - Сын — Владимир (род. 20.01.1913 — ум. в 1949 в городе Харбине)

В настоящее время потомки проживают в Москве, Екатеринбурге, Тюмени и Заводоуковске.

## Награды
- Орден Святой Анны 4 степени с надписью «За храбрость» (1904)[6]
- Орден Святого Станислава 3 степени с мечами и бантом (1904)[7]
- Орден Святого Владимира 4 степени с мечами и бантом
- Орден Святой Анны 3 степени с мечами и бантом
- Орден Святой Анны 2 степени с мечами (1914): «за отличное окончание курса Офицерской кавалерийской школы»[2]
- Орден Святого Станислава 2 степени с мечами
- Георгиевское оружие (1915): «за то, что с 8 по 12 ноября 1914 года, находясь с сотней на разведке в районе поселка Шерцова и вступая неоднократно в бой с небольшими конными частями противника, добыл очень ценные сведения о группировке сил противника, чем содействовал успеху наших войск»[3][8]
- Орден Святого Георгия 4 степени[9]